# تپه چشمه زار
تپه چشمه زار مربوط به دوره اشکانیان است و در شهرستان نهاوند، بخش خزل، روستای کوتاه دره واقع شده و این اثر در تاریخ ۲۴ اسفند ۱۳۸۳ با شمارهٔ ثبت ۱۱۴۴۵ به‌عنوان یکی از آثار ملی ایران به ثبت رسیده است.